# Autostrada 403

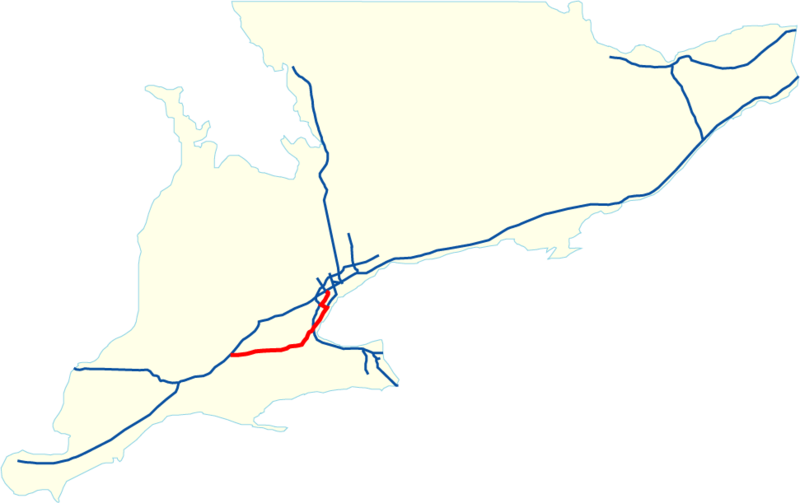
Schemat przebiegu autostrady 403

Autostrada 403 (ang. Highway 403) – autostrada w Kanadzie, w południowo-zachodniej części prowincji Ontario. Przebiega od Woodstock, przez Brantford, Hamilton, Burlington i Oakville do Mississauga. Na obu końcach łączy się z autostradą 401. Na 22 km odcinku ma podwójne oznakowanie: jako autostrada 403 i autostrada QEW. Długość wynosi 126 km. Budowę autostrady zakończono w 1997.